# تاوستاک
تاوستاک (به انگلیسی: Tawstock) یک روستا و محله مدنی در بریتانیا است که در North Devon واقع شده‌است. تاوستاک ۲٬۰۹۳ نفر جمعیت دارد.